# Union montilienne sportive (football)
Pour les articles homonymes, voir Union montilienne sportive.
Dernière mise à jour : 1er juin 2021.
L'Union montilienne sportive (ou UMS Montélimar football) est un club de football français basé à Montélimar évoluant en Régional 3. 
Longtemps installé dans les divisions nationales du football français, les montiliens évoluent désormais en R3, c'est-à-dire en huitième division. 

## Histoire
En mai 2013, Fabien Mira (ayant tout juste quitté l'AS Valence) est nommé entraîneur de l'équipe qui, après deux saisons difficiles en Division d'Honneur, a pour objectif annoncé de se maintenir. Puis une montée en CFA 2 sous deux saisons.  
Le bilan de la première saison de Fabien Mira sur les bancs de l’équipe est positif. L’UMS Football réalisant une série de six victoires consécutives en début de saison. Et se qualifiant jusqu’au 6e tour de la Coupe de France. Puis finissant la saison à la 3e place du championnat. Ce qui lui interdit une montée au niveau supérieur. Mais montre un résultat encourageant pour la saison suivante. L’objectif étant, pour celle-ci, une promotion en CFA 2.

### Présidence Delphine André (2014-2020)
En juin 2014, Delphine André prend la présidence du club. La nouvelle présidente ayant comme ambition une montée en CFA dans les quatre ou cinq prochaines années. Elle est la petite-fille de Charles André, ancien président du club de 1959 à 1983, mais aussi mère de Charles Pic ancien pilote de Formule 1.
La première saison sous la présidence de Delphine André est assez difficile. Tout d’abord de mauvais résultats sur le point sportif cause de départ du directeur sportif du club, Sébastien Chanal en mars 2015. Il est remplacé dans les jours suivants par Nicolas Philibert (ayant dirigé des équipes en France et en Afrique). C’est dans ce contexte de résultats décevant que l’entraîneur Fabien Mira annonce son départ du club en fin de saison. L'équipe finissant à une décevante 8e place, loin de ses objectifs de monté. 
L’été 2015 est marqué par deux évènements pour le club. Tout d’abord la nomination du directeur sportif, Nicolas Philibert, comme entraîneur de l’équipe première. Celui-ci jouant le double rôle d’entraîneur et de directeur sportif. Le second étant le feuilleton autour de la potentielle arrivée de l’ancien international argentin, Juan Román Riquelme. Arrivée finalement avorté pour des raisons familiales. La présidente du club renouvelant sa volonté d’une montée de l’équipe en CFA sous les quatre prochaines années. 
La saison 2015/2016 est assez contraster. L’UMS a créé l’exploit en se qualifiant jusqu’au 8e tour de la Coupe de France. Quittant la compétition sur une défaite 1-2 face au club de ligue 2, Bourg-en-Bresse Péronas. En même temps la saison en championnat est un échec. Le club finissant à la 10e place, à la limite de la relégation. Ce mauvais résultat poussant la présidente du club à licencier l’entraîneur et directeur sportif, Nicolas Philibert. 
Le club recrute alors Jean-Philippe Séchet pour le remplacer. Prenant ainsi les postes d’entraîneur et de directeur sportif. La présidente André lui confiant comme mission la montée en CFA 2 sur les trois prochaines saisons. Mais celui-ci est débarqué dès le mois de septembre après seulement quatre matchs (deux victoires et deux défaites), quelques jours après avoir démissionné de son poste de directeur sportif. Il est remplacé dans la foulée par Nicolas Philibert, qui est rappelé au club après l’avoir quitté au mois de mai. 
Mais fois encore l’objectif de monter n’est pas atteint. Le club finissant à la 8e place du championnat. Ce qui pousse encore une fois au licenciement de l’entraîneur du club. Nicolas Philibert laissant ainsi en juin 2017 son rôle d’entraîneur à un des joueurs du club depuis 2015, et ancien professionnel, David De Freitas. Mais en étant pour autant conservé à sa place de directeur sportif. 
Mais malheureusement David De Freitas est licencié au mois de décembre pour mauvais résultat. Enchaînant les défaites, et se retrouvant bien loin des objectifs, avec une petite 11e place au classement. Il est remplacé dès les semaines suivantes par l’entraîneur professionnel Michel Estevan. Notamment connut pour avoir été l’entraîneur emblématique de  l'AC Arles. Connaissant avec cette équipe une épopée le conduisant du CFA 2 à la ligue 1. Son objectif étant alors de redresser l’équipe montilienne. Après une fin de saison convenable, remontant jusqu’à une 6e place, Michel Estevan décide de rester dans ses fonctions d’entraîneur. 
Commence alors la cinquième et dernière saison du projet de monter au niveau national porté par Delphine André. L’objectif étant une nouvelle fois une montée en Nationale 3 (ex CFA 2). Mais après une première partie de saison respectable, Michel Estevan annonce sa démission surprise en janvier 2019. Il annonce quelques jours plus tard rejoindre le club du Tours FC. Justifiant sa décision par de mauvaises conditions de travail, notamment un centre d’entraînement dans un état de délabrement avancé. Et dénonce l’inaction de la mairie, qui lui avait pourtant promis lors de son arrivée en 2017 des travaux sur le site. 
Le 25 juin 2019, la présidente du club Delphine André annonce son départ du club. Ce départ ayant comme raison qu'elle n'ait pas réussi son projet de faire passer le club en Nationale 3 sous cinq ans. Malgré son départ, elle annonce sa volonté de rester proche du club afin de le soutenir financièrement.
Le 2 juillet 2019, l'ancien président du club entre 1995 et 2007, Alain Froment annonce reprendre sa présidence afin de mettre fin à la période d'incertitude à la suite du départ de sa prédécesseur. Mais celui-ci renoncera quelques jours après. Et se sera le directeur sportif du club, Nicolas Philibert qui reprendra la direction jusqu'à la fin de la saison.
De nombreux joueurs professionnels ont été formés par le club, Christian Lopez, Franck Sauzée, Cédric Barbosa, Yann Jouffre, Fouad Bouguerra, ou encore Laurent Delamontagne.

## Parcours en championnat
La frise chronologique suivante montre l'évolution des championnats de la Fédération française de football et de la Ligue de football professionnel auxquels l'Union montilienne sportive a participé au cours de son histoire. Les noms des championnats et le nombre de niveaux ont évolué au cours des années. Pour les championnats nationaux, se reporter à l'article football en France, pour les championnats régionaux, à l'article Ligue Auvergne-Rhône-Alpes de football.

## Logo

Ancien logo.
Logo actuel.

## Palmarès
- Vice-champion de France Amateurs : 1970
- Vice-champion de France Division 4 : 1979
- Champion DH Rhône-Alpes : 1962, 1990

## Personnalités du club

### Entraîneurs
| N° | Pays | Nom               | Période   |
| -- | ---- | ----------------- | --------- |
| 1  |      | Louis Hon         | 1943-1946 |
| 2  |      | Menendez          | 1946-1959 |
| 3  |      | Xerces Louis      | 1959-1962 |
| 4  |      | Claude Abbes      | 1962-1965 |
| 5  |      | Edmond Boulle     | 1965-1973 |
| 6  |      | Daniel Langrand   | 1973-1975 |
| 7  |      | Edmond Boulle     | 1975-1980 |
| 8  |      | René Suel         | 1980-1981 |
| 9  |      | Fernand Pellegrin | 1981-1985 |
| 10 |      | Claude Sevenier   | 1985-1986 |

| N° | Pays | Nom              | Période   |
| -- | ---- | ---------------- | --------- |
| 11 |      | Manuel Garcia    | 1986-1987 |
| 12 |      | Christian Lopez  | 1987-1988 |
| 13 |      | Paquito Ferez    | 1988-1991 |
| 14 |      | William Vigne    | 1991-1996 |
| 15 |      | Jean-Luc Baneras | 1996-1997 |
| 16 |      | Denis Gagneux    | 1997-1998 |
| 17 |      | Éric Pegorer     | 1998-1999 |
| 18 |      | Fabien Mira      | 1999-2004 |
| 19 |      | Maurice Bouquet  | 2004-2007 |
| 20 |      | Sébastien Chanal | 2007-2012 |

| N° | Pays | Nom                  | Période             |
| -- | ---- | -------------------- | ------------------- |
| 21 |      | Ali Elezaar          | 2012-2013           |
| 22 |      | Fabien Mira          | 2013-2015           |
| 23 |      | Nicolas Philibert    | 2015-2016           |
| 24 |      | Jean-Philippe Séchet | août - sept. 2016   |
| 25 |      | Nicolas Philibert    | sept. 2016 - 2017   |
| 26 |      | David De Freitas     | août - déc. 2017    |
| 27 |      | Michel Estevan       | déc. 2017-jan. 2019 |
| 28 |      | Christian Pancioni   | jan.-fév. 2019      |
| 29 |      | Yohann Febrer        | févr.- juin 2019    |
| 30 |      | Brice El Kellali     | 2019- 2020          |

| N° | Pays | Nom              | Période                 |
| -- | ---- | ---------------- | ----------------------- |
| 31 |      | Henri Mboumba    | août 2020               |
| 32 |      | Jean-Luc Baneras | sep. 2020 - déc. 2020   |
| 33 |      | Simon Carmignani | janv. 2021 - janv. 2022 |
| 34 |      | Patrick Juan     | janv. 2022 - juin 2022  |
| 35 |      | Fabien Mira      | 2022 -                  |

### Présidents
| N° | Pays | Nom                              | Période                |
| -- | ---- | -------------------------------- | ---------------------- |
| 1  |      | Henry Luca (intérim)             | janv. 1924 - juin 1924 |
| 2  |      | Jean Thorent                     | 1924 - 1927            |
| 3  |      | M. Bertrand                      | 1927 -                 |
| 4  |      | Henri Monnier                    | 1946-1957              |
| 5  |      | Marcel Tournillon                | 1957-1959              |
| 6  |      | Charles André                    | 1959-1983              |
| 7  |      | Anédi Costantini et Georges Roux | 1983-1984              |
| 8  |      | Firmin Chaleil                   | 1984-1995              |
| 9  |      | Alain Froment                    | 1995-2007              |
| 10 |      | Jean-Paul Cartal                 | 2007-2011              |

| N° | Pays | Nom                              | Période    |
| -- | ---- | -------------------------------- | ---------- |
| 11 |      | Christian Remy et Patrick Gillet | 2011-2014  |
| 12 |      | Delphine André                   | 2014-2019  |
| 13 |      | Nicolas Philibert (intérim)      | 2019- 2020 |
| 14 |      | Yannick Canals                   | 2020-      |

## Divers
- L'Union montilienne sportive possède également une section rugby